# Augustin Nilca
Augustin Nilca (n. 6 februarie 1870, Coroi – d. 24 februarie 1959, Târgu-Mureș) a fost un deputat în Marea Adunare Națională de la Alba Iulia, organismul legislativ reprezentativ al „tuturor românilor din Transilvania, Banat și Țara Ungurească”, cel care a adoptat hotărârea privind Unirea Transilvaniei cu România, la 1 decembrie 1918.:p. 77

## Biografie
Născut în localitatea Coroi a județului Mureș în anul 1870, Augustin a urmat studiile la Seminarul Teologic din Blaj. A fost numit învățător în satul natal iar mai apoi a fost administrator al parohiei române unite (greco-catolice) din Vaidacuta până în anul 1917. Augustin Nilca a fost hirotonit preot și a devenit paroh în Voiniceni până în anul 1941. A fost membru al Despărțământului Târnăveni al Astrei și membru al Consiliului Național din Târgu Mureș. De asemenea a fost parte membru al P.N.R., iar din 1926 al P.N.Ț.. Tot ca membru face parte și din consiliul județean Mureș din partea P.N.Ț. și membru pe viață al despărțământului Mureș al Astrei. Decedează la Târgu Mureș în 24 februarie 1959.

## Activitatea politică
A fost ales ca delegat titular al cercului electoral Acățari, la Marea Adunare Națională de la Alba Iulia de la 1 decembrie 1918.:p.259